# Кідробот
«Кідро́бот» (англ. Kidrobot) — американське приватне підприємство, засноване 2002 року, що виробляє та продає дизайнерські іграшки.
2008 року, на сайті анімаційної студії «Вайлд-брейн» з'явилося повідомлення, що «Парамаунт Пікчерз» уклала з ними угоду про створення серіалу на основі однойменного маскота «Кідробота». Одначе проєкт залишився на смузі розробки. 2015 року права телеадаптації «Кідробота» перейшли до «Метро-ґолдвін-маєр».
«Кідробот» придбаний «Всенародним об'єднанням розважального колекціонування» 2014 року, після того, як підприємство ледь не збанкрутувало. Того ж року до підприємства приєднався Френк Козік, обійнявши посаду творчого керівника.
«Кідробот» співпрацював із відомими мультсеріалами, зокрема, з «Південним парком» і «Сімпсонами». Також до співпраці з підприємством була залучена художниця Тара Мак-Ферсон.